# 特定非営利活動法人
特定非営利活動法人（とくていひえいりかつどうほうじん）は、1998年（平成10年）12月に施行された日本の特定非営利活動促進法に基づいて特定非営利活動を行うことを主たる目的とし、同法の定めで所轄庁から設立を認証された法人である。認証NPO法人または認定NPO法人とも呼ばれる。略称はNPO法人（エヌピーオーほうじん）。NPOはNonprofit OrganizationあるいはNot-for profit Organization（非営利組織）の略。
金融機関関係の漢字表記略号は（特非）、カナ表記略号は、トクヒ。日本国の機関からの認証の有無を問わず、非営利組織全般は「NPO」を参照。

## 概要
「特定の公益的・非営利活動を行うこと」（内容は特定非営利活動促進法#法における定義を参照）を目的とする法人である。「非営利」とは、団体の構成員に収益を分配せず、主たる事業活動に充てることを意味し、商業活動を行うこと等の収益を得る行為を制限するものではない。
特定非営利活動促進法の制定時、非営利法人制度の一般法としては民法（改正前）が存在し、日本で非営利かつ公益の活動を行う団体は、民法第34条（当時）に規定された公益法人（社団法人・財団法人）となる方法が存在した。しかし、同規定に基づいて法人格を取得する際に行政機関の許可が必要であり、法人格取得後も主務官庁による指導を受けることがあるなど活動に制限が多く、市民による自由で自発的な活動に適した法人格が求められていた。
一般法である改正前民法第34条（旧公益法人制度）の改正に至らなかったため、特定非営利活動促進法は、その特別法として制定された。したがって、特定非営利活動法人は特別法公益法人である。なお特定非営利活動法人は社団法人（人の集まり）であって、同法に財団法人（財産の集まりが法人格を有するに至ったもの）型の法人はない。
同法では、旧公益法人に採用されていた主務官庁による許可主義ではなく、認証主義という形態を採用した（第10条）。認証主義は、既に宗教法人制度で採用されており、行政庁による内容への介入が最も行われにくいことを特徴とする。認証取消しによる解散（第31条第1項第7号）など所轄庁による指導監督の権限がなくなったわけではないが、主務官庁の指導による団体統治の代わりに、市民への情報公開による団体統治を志向している。これにより非営利で公益的な活動をする団体が、従来よりも簡便に、自由に法人格を取得できることを目指した。
同法がNPO法制化運動の成果であったこと、同法の制定当時は非営利団体（NPO）（中でも特に行政庁の政策と異なる意見を有する団体）が簡便自由に活用できる法人格としては特定非営利活動法人しかなかったことから、同法をNPO法、特定非営利活動法人をNPO法人という通称で呼ぶことが定着し、その後の中間法人制度の制定、公益法人制度改革を経て、法制度としてはNPOが活用できる法人格が多様化した後もそのまま通称が残った。
特定非営利活動とは、一般に不特定かつ多数の者の利益（＝公益）の増進に資する法人として公益法人が民法で既に定義されていたことから、特別法としての位置づけと整合性をとるため、特定非営利活動促進法別表に掲げる一定の分野（＝特定非営利活動）に限定列挙されたものをいう。
特定非営利活動法人は、宗教的・政治的活動を主たる目的として行うことはできない（第45条第1項第4号イ（1））。また選挙活動を目的とした活動は行うことができない（同号イ（3））。ただしこれは、政治、宗教関係者が特定非営利活動法人に関わることを排除するものではなく、法人の理事に政治家（議員に限らず地方公共団体首長等も含む）や宗教家（僧侶や司祭等）が就任している実例も多い。
従来の公益法人に比べ、設立手続きが容易であるため、法施行直後から、法人格を取得する団体が急増し、2008年（平成20年）10月末現在3万5000を超える団体が認証されている。特に従前は任意団体として活動していた団体が法人格を取得するケースが目立つ（任意団体では銀行口座の開設や事務所の賃借などといった、各種取引契約などの主体になれないケースがあるが、NPO法人であれば法人名で契約が可能である）。
税制については、法人税は収益事業課税であり、さらに印紙税法において「営業者」と扱われないために受取書や領収書への印紙の貼付義務を持たないが、他には特に税制優遇はない。所轄庁（2012年（平成24年）4月以前は国税庁長官）から認定を受け認定特定非営利活動法人になると特定公益増進法人と同様の寄附控除等の対象となり、法人内部でのみなし寄附も20％まで可能となる。
一般法である改正前民法第34条による公益法人制度が、2006年（平成18年）の公益法人制度改革により改革された。非営利目的の法人の設立は一般社団法人・一般財団法人として準則主義で簡便に登記によりできるようになり、税制優遇についても民間人有識者による合議制機関により公益法人認定法の要件に合致していると認められれば高度の優遇を受けられる公益法人としての認定を受けられるようになった。NPO法制化運動が当初目指した法人制度により近い形が実現したことによって、特定非営利活動法人制度が法人法制度全体のなかで有する上記の意義・位置取りは変化してきている。
2018年現在、日本には5万1768の認証NPO法人が存在しており、およそ6割の団体が保健・医療・福祉の分野で活動している。構成員の年齢層は幅広いが、60歳以上の構成員が職員では3割、ボランティアでは6割となっており、引退したシニア層が社会活動に参加する場合の受け皿のひとつとなっている。

## 設立
法人の設立は、その主たる事務所が所在する都道府県知事、事務所の所在地がひとつの政令指定都市内の区域内のみであれば当該市の市長の認証を得たうえで、設立登記を経てなされる（法第9条、第10条）。ただし一部都道府県では政令市ではない自治体に対しても独自に条例によって事務委託を行っている場合があり、その際は管轄者たる権限が都道府県知事から当該市町村長にそのまま移譲されているため、書類の提出先も当該市町村となる。従って、実際に設立申請を行おうとする際は、主たる事務所を設ける予定である市町村の役所に確認することが望ましい。
認証事務は、法及び各都道府県の示す「NPO法の運用指針」等に基づき行われる。設立申請者は、認証基準に合致していることを積極的に疎明する必要がある。都道府県知事もしくは市長は、申請者の提出した書類の内容が認証基準に合致しているときは、認証をしなければならない（第12条）。

### 設立条件
法律により法人格を取得することが可能な団体は、「特定非営利活動」を行うことを主な目的とし、次の要件を満たす団体である(第2条、第12条)。
- 営利を目的としないこと
- 社員（正会員など総会で議決権を有する者）の資格について、不当な条件をつけないこと
- 報酬を受ける役員数が、役員総数の1/3以下であること（ただし無報酬と定めた役員が一般職員の職務を兼務し、一般職員としての給与を受けることに問題は無い）
- 宗教活動や政治活動を主目的としないこと
- 特定の候補者、政党を推薦、支持、反対することを目的としないこと
- 暴力団、暴力団又は暴力団の構成員、若しくは暴力団の構成員でなくなった日から、5年を経過しない者の統制下にある団体でないこと（役員に就任しようとする者は、自身が暴力団に現に所属しておらず、なおかつ別途定められた犯罪行為による刑罰を最近2年以内に受けていないという趣旨の誓約書を提出しなければならない）
- 10人以上の社員がいること（申請時の必要書類に社員の氏名及び住所の一覧表が求められる。法律上、社員の住民票提出の必要は無いが、表記する住所は住民票記載と相違があってはならない）

同族会社のような形態を取らせないことや反社会勢力の関与を防止することを目的として、理事（役員）の就任条件に関する規定は多岐にわたり定められている。例えば「役員の総数を3で割った商」が2未満である場合は、互いに3親等内にある者同士が同時に役員に就任することができない。「社員」は法人の業務に従事する者を指しておらず、営利企業にいう株主のような存在である。ただし社員となっている人物が法人の業務に従事することに法令上の規制はない。
以上の条件を満たし、その後定款を「発起人総会」で決定し、原則として活動拠点となる都道府県（複数の都道府県にまたがる場合は内閣府）に申請を行い、2か月から4か月間の審査期間中に市民にその定款や予算案などを公開し、異議がなければ認証される。この「市民への公開」をする手段や場所は、それぞれの申請を受ける地方公共団体が条例で定める。
設立の認証がなされた場合は、一般的な営利法人と同様に商業登記（設立の登記）を行い、登記が完了した時点で登記事項証明書と、成立時に作成した財産目録を自治体に提出しなければならない（第7条、第13条）。なお設立登記にあたっての登録免許税は免除される。財産目録は主たる事務所に常備しなければならない（第14条）。

## 管理と運営
特定非営利活動法人の管理と運営は、特定非営利活動促進法第2章第3節（第14条の2～第30条）に規定されている。なおかつては理事の地位にある者全員が同等に法人の代表権を持つことになっていたが、2012年（平成24年）4月の法改正によって特定の理事以外がその権限を持たないものとすることも可能になった（ただし定款においてそれを明記しなければならない）。

### 貸借対照表の公告義務
特定非営利活動法人は、定款にてあらかじめ定めた手段によって貸借対照表を一般公開しなければならない（第28条の2）。公告する手段は官報や日刊の新聞への掲載などが指定されているが、団体のホームページに掲載することも可とされている。なお、電子公告による公開である場合、短くとも「財務諸表の作成から5年後にあたる日」が含まれている事業年度の終了まで掲載を継続しなければならない（同条第4項）。
貸借対照表以外の法定書類（第28条第1項に言う「事業報告書等」に該当する書面）については所轄庁への提出と事務所内への備え置きで足りるが、閲覧の請求を受けた際は原則として応諾しなければならない（事務所備え置き分に関して第28条第3項、所轄庁提出分に関して第30条）ため、実質的に不特定多数への公表が必要とされているものと捉え、収支計算書や財産目録も含めてホームページで一般公開する団体も多い。

### 法定書類記載の個人情報の取り扱い
前節のとおり、所轄庁への提出または事務所備え置きがされる書類は請求に応じて開示されなければならないが、当該書類には役員名簿と社員名簿が含まれており、原本を開示することで名簿に記載されている者の個人情報が無条件に公表されてしまう問題があった。このため、2020年12月2日に成立した法改正により、2021年6月9日以降は該当者の住所・居所の記載を除いた状態で開示することが可能となった。

## 犯罪利用等の諸問題・不祥事

### 隠れ蓑としての特定非営利活動法人（NPO法人）
非営利性のもつ好感の得やすさを隠れ蓑に、一部、事実上営利目的であったり非公益的活動を行ったりする例が出てきた。とくに、企業や業界団体の広報宣伝活動の隠れ蓑にしたり、犯罪に関与したり、実態は右翼団体や左翼団体であるケース等、NPOであることを利用した悪徳商法がある。内閣府は、市民による監視の一環として、活動が懸念される法人に対し「市民への説明要請」を実施することとした。この説明要請の内容、及び要請への回答については、すべて内閣府ホームページ上や各都道府県市区町村のサイトで閲覧できるという行政措置をした。当然ながら、説明要請に対して何らの応答も無かった際はその事実を公表される。

### 不明朗会計・公金横領
都道府県から委託されて、税金から多額の資金調達している団体の会計が問題になっているケースが見られる。大雪りばぁねっとのような不明朗会計が発覚したことで運営者が横領罪で逮捕され、懲役6年の判決を受けている。

### 法人脱法売買や犯罪利用の横行
2018年6月7日付の毎日新聞によると、全国の11のNPO法人が仲介業者などを介して売りに出されている実態が明らかになった。うち6件では実際に売買が成立しており、中には買収直後に、詐欺目的で法人名義での口座を多数開設していたケースもあった。特定非営利活動促進法上、売買は禁じられていないものの、善意で設立されているはずのNPO法人が売買の対象になっていて、法の趣旨に反するとの批判が、専門家らから多数出ている。
毎日新聞は監督すべき自治体も休眠中の特定非営利活動法人は「野放し」と自認していることを指摘し、中には詐欺や売春に利用されているケースさえある。2013年には国の有識者会議は休眠NPOを「不正の温床になりかねない」とする報告書をまとめたが、施行20年を迎える2018年11月時点でNPO不正の撲滅が出来ていないままである。毎日新聞は、現行のNPO法では対処できないので改正が必要だと報道している。